# Sébastien Fraysse
Pour les articles homonymes, voir Fraysse.
Sébastien Fraysse, né le 2 décembre 1986 à Fontenay-aux-Roses est un triathlète  français. Il remporte le championnat de France de triathlon longue distance en 2018 aux Gorges de l'Ardèche. Il pratique également  la nage en eau libre.

## Biographie
Il remporte aux championnats d'Europe de nage en eau libre 2011 à Eilat la médaille de bronze en contre-la-montre mixte par équipe sur 5 kilomètres avec Coralie Codevelle et Damien Cattin-Vidal.
En 2015 il décide de se lancer en triathlon.
En 2018 il finit déjà premier sur le championnat de France longue distance.
En 2019, il fait partie des triathlètes qualifiés pour les championnats du monde de triathlon longue distance 2019.

## Palmarès en triathlon
Le tableau présente les résultats les plus significatifs (podium) obtenus sur le circuit national et international de triathlon depuis 2016.
| Année | Compétition                           | Pays   | Position           | Temps           |
| ----- | ------------------------------------- | ------ | ------------------ | --------------- |
| 2019  | Championnat de France longue distance | France | Médaille d'or      | 4 h 11 min 53 s |
| 2019  | Ironman 70.3 Dubaï                    | Dubaï  | Médaille de bronze | 3 h 46 min 7 s  |
| 2018  | Championnat de France longue distance | France | Médaille d'or      | 4 h 11 min 0 s  |
| 2016  | Championnat de France longue distance | France | Médaille d'argent  | 5 h 23 min 24 s |

## Palmarès en natation

### En équipes nationales
- Vice-champion d'Europe en contre-la-montre mixte par équipe sur 5 kilomètres avec Coralie Codevelle et Damien Cattin-Vidal, 2011 (Eilat);

### Aux championnats de France
- Vice-champion de France du 800 mètre mage libre, 2011[4];
- Vice-champion de France du 5000 mètre mage libre, 2011;
- Médaillé de bronze au championnat de France du 1500 mètre nage libre, 2011.
- Médaillé de bronze au championnat de France du 800 mètre nage libre, 2010.
- Médaillé de bronze au championnat de France du 400 mètre nage libre, 2010.